# Зірка мого міста
«Зірка мого міста» — радянський художній фільм 1970 року, випущений студією «Грузія-фільм».

## Сюжет
Фільм оповідає про молоду актрису Олол, яка повертається в своє рідне місто в Грузії, незважаючи на визнання в столиці. Саме на батьківщині вона знаходить свою любов і вірних друзів.

## У ролях
- Медея Бібілейшвілі — Олол
- Леван Пілпані — Гуджа
- Карло Саканделідзе — Парна
- Зураб Капіанідзе — Дурмішхан
- Сесілія Такайшвілі — Веріко
- Катерина Верулашвілі — Катюша
- Арчіл Мачабелі — Амбако
- Тіна Чарквіані — Марта
- Іпполит Хвічіа — епізод

## Знімальна група
- Режисер — Отар Абесадзе
- Сценаристи — Отар Абесадзе, Отія Іоселіані
- Оператори — Олександр Дубінський, Арчіл Піліпашвілі
- Композитор — Арчіл Кереселідзе
- Художник — Василь Арабідзе